# Dry Cleaning (musikgruppe)
Dry Cleaning er et engelsk post-punk-band dannet i det sydlige London i 2018. Bandet består af vokalist Florence Shaw, guitarist Tom Dowse, bassist Lewis Maynard og trommeslager Nick Buxton. Dry Cleaning er primært kendt for sin brug af Spoken Word i stedet for sang, såvel som sine ukonventionelle tekster. Musikalsk er bandet blevet sammenlignet med Wire, Magazine og Joy Division.

## Historie
Dry Cleaning udgav sin debut-single, "Magic of Meghan" i 2019. Shaw skrev sangen efter at have  slået op med sin kæreste, og var flyttet ud af hans lejlighed, samme dag som Meghan Markle og Prins Harry meddelte, at de var forlovede. Singlen blev efterfulgt af to EP'er samme år: Sweet Princess i august og Boundary Road Snacks and Drinks i oktober. I 2020 blev bandet inkluderet som en del af NME 100 og DIY Magazine's "Class of 2020."
Dry Cleaning skrev kontrakt med pladeselskabet 4AD i slutningen af 2020 og indspillede en ny single, "Scratchcard Lanyard". I februar 2021 delte bandet detaljer om deres  debutstudiealbum, New Long Leg. Singlen "Strong Feelings" blev også offentliggjort. Hele debutalbummet blev produceret af John Parish og udkom 2. april 2021.

## Diskografi
Studioalbum
New Long Leg (2021)
EP'er
Sweet Princess (2019)
Boundary Road Snacks and Drinks (2019)
Singler
"Magic of Meghan" (2019)
"Goodnight" (2019)
"Sit Down Meal" (2019)
"Viking Hair" (2019)
"Scratchcard Lanyard" (2020)
"Strong Feelings" (2021)

## Reflist
1. ↑  Navnet er anført på engelsk og stammer fra Wikidata hvor navnet endnu ikke findes på dansk.
2. ↑  Navnet er anført på engelsk og stammer fra Wikidata hvor navnet endnu ikke findes på dansk.
3. ↑  Artikel i NME